# Army Men: Air Attack
Army Men: Air Attack (Army Men: Air Combat para las versiones de Nintendo 64 y Game Boy Color) es un videojuego shooter en tercera persona  desarrollado y publicado por The 3DO Company para PlayStation, Nintendo 64, Game Boy Color y Microsoft Windows. El juego se centra en el combate aéreo y presenta al mismo protagonista, Cpt. Guillermo Blade. Es uno de los primeros juegos de "Army Men" impulsado por un motor 3D donde el terreno y las unidades se representan en tiempo real.

## Resumen
En "Army Men: Air Attack", el malvado ejército de Tan se está moviendo hacia territorio Verde. Sólo un hombre tiene la capacidad de detener su avance: el Capitán William Blade del Escuadrón Alpha Wolf. Blade y su heterogéneo equipo de pilotos de helicópteros vuelan en uno de los cuatro helicópteros Huey, Chinook, Super Stallion o Apache a través de 16 misiones de masacre plástica, pasando por escenarios peligrosos como el "Backyard" y el "Picnic".

## Trama
Los ejércitos Verde y Tan están una vez más en guerra, esta vez por vía aérea. Los jugadores pueden seleccionar el Huey, el Chinook, el Super Stallion o el Apache. Además del Ejército Tan, hay hordas de insectos con los que los jugadores también deben luchar. Los jugadores deben proteger tanques, camiones, otros helicópteros, un tren, un osito de peluche y un OVNI.
Los jugadores pilotean uno de los cuatro helicópteros a través del terreno traicionero del patio trasero, áreas de pícnic y playas cercanas, participando en combates aire-aire y aire-tierra con enemigos que van desde acorazados hasta mariposas. Pueden utilizar las habilidades únicas de cada aeronave para capturar osos de peluche gigantes, volar castillos de arena y salvar a Sarge de ser derretido por niños con una lupa. El personaje principal es un piloto de Green Air Cavalry llamado Capitán William Blade. Este juego tiene más de 12 misiones con tres helicópteros adicionales para desbloquear. El primer helicóptero es un Huey, luego un Chinook, un Super Stallion y finalmente un Apache. También hay tres copilotos adicionales para desbloquear. El primer piloto es 'Woodstock', luego 'Rawhide', el siguiente es 'Hardcore' y, por último, Sergeant Hawk. El Capitán William Blade, el líder del recién formado Batallón Alpha Wolf, lucha contra el imperio Tan tanto en el mundo real como en el mundo plástico.
Un copiloto adicional, "Bombshell" (llamado Felicity en el juego), se puede desbloquear después de completar la campaña del juego.

## Recepción
La versión de Nintendo 64 recibió "críticas generalmente favorables" según el sitio web de agregación de reseñas Metacritic. Jeff Lundrigan de NextGen dijo sobre la versión de PlayStation: "Tiene muchas ideas interesantes y buena apariencia. Todo lo que necesita son más niveles, mejor equilibrio de juego y un ritmo más rápido". Sin embargo , Pete Wilson de Revista oficial de PlayStation del Reino Unido dijo sobre la misma versión de consola: "A fin de cuentas, los pocos toques decentes del juego, como poder recoger objetos con un agarre gancho, son demasiado limitados para que quieras continuar. Abortar misión..."
Four-Eyed Dragon de GamePro dijo sobre la versión de PlayStation en una reseña: "Los cadetes nuevos en el equipo pueden disfrutar del juego simple y entusiasta de Air Attack que carece de una gran estrategia. Pero para los generales que esperan más por su dinero, Army Men: Air Attack es una guerra que debe librarse primero en la tienda de alquiler local". Scary Larry dijo que la misma versión de consola era "como las reservas del ejército: bueno para un fin de semana, pero un poco aburrido a largo plazo". Vicious Sid dijo sobre la versión de Nintendo 64 en una reseña, "aunque las mundanas misiones de campaña y la desaceleración casi cortan las alas de este pájaro, los divertidos juegos multijugador hacen de Air Combat un alquiler de fin de semana digno. No es un soplo de aire fresco, pero los fanáticos de la serie Strike de EA definitivamente debería volar estos cielos hostiles". The D-Pad Destroyer dijo de la misma versión de consola en otra reseña: "Es un placer poder decir que Army Men Air Combat es un buen juego. Si bien no es el mejor juego jamás creado para N64, es fácil recomendarlo para helicópteros. fanáticos de la acción y gente que se muere por un shooter militar decente en Fun Machine. Parece que los hombrecitos verdes de 3DO finalmente han encontrado el secreto para darle vida a los juguetes".